# ツインベース
ツインベース（twin bass）は、バンドにおいて2人のベーシストがいて2本のベースで楽曲を演奏する形態のことである。
2人のベーシストが同じ演奏するというより、1人がベースラインとしてリズムを刻み、もう1人がメロディライン風に弾くことで、より音に厚みが生まれるという効果が期待できる。
ちなみに日本でこの演奏形態をとっているバンドは、フレットレスの6弦ベースでメロディとハーモニーを紡ぎだす水野正敏（元ポンタ・ボックス）とスラップ奏法で極太なリズムをはじき出す江川ほーじん（元爆風スランプ）が参加するザ・ダブラーズ、舞衣子（元ZONEのMAIKO）が参加するMARIAなどがある。